# Charles Edward Pollock
Sir Charles Edward (Baron) Pollock (31 ottobre 1823 – Londra, 21 novembre 1897) è stato un avvocato inglese. Egli è stato anche giudice e ultimo "barone della corte", titolo che ebbe dal 1873.

## Biografia
Si ricorda di lui in occasione del processo ad Oscar Wilde: fu lui, dopo estreme lungaggini a decretare la somma per la cauzione, 5.000 sterline. Vedendo il buon comportamento di Wilde decise di abbassare la cifra a 2.500, permettendo ai suoi amici di raccoglierla, facendolo uscire temporaneamente il 7 maggio 1895.